# El Bulli

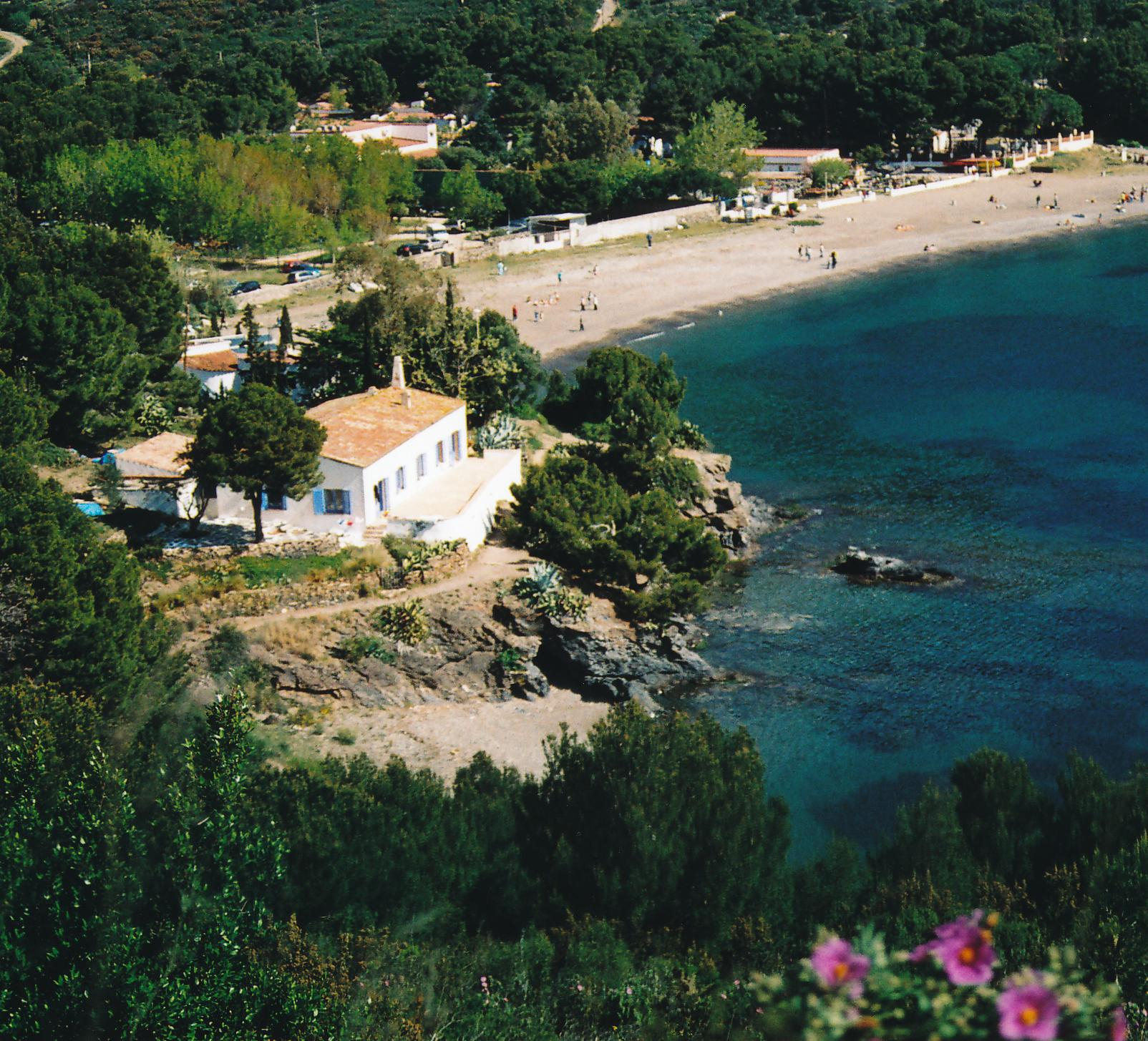
El Bulli Ferran Adrià.

El Bulli var en restaurang i Spanien som hade tre stjärnor i Guide Michelin.
Restaurangen, som öppnade 1962, låg i Cala Montjoi cirka 10 mil norr om Barcelona i Katalonien. Från början var det en enklare bar men redan i mitten av 1970-talet hade man fått sin första stjärna i Guide Michelin. 1983 kom kocken Ferran Adrià till El Bulli, och under hans ledning blev restaurangen ett av världens mest experimentella och avantgardistiska kök. 1997 fick de sin tredje stjärna i Guide Michelin. Restaurangen ansågs vara världens mest välbokade. De femton borden med sina femtio sittplatser var ofta uppbokade minst ett år i förväg, och varje år försökte flera hundra tusen personer boka bord.
El Bulli stängdes den 30 juli 2011.